# Deutsche Poolbillard-Meisterschaft 2001 (Damen)
Die Deutsche Poolbillard-Meisterschaft 2001 war die 21. Austragung zur Ermittlung der nationalen Meistertitel der Damen in der Billardvariante Poolbillard. Sie fand in Willingen statt.
Es wurden die Deutschen Meisterinnen in den Disziplinen 14/1 endlos, 8-Ball, 9-Ball und 8-Ball-Pokal ermittelt.

## Medaillengewinnerinnen
| Disziplin    | Gold                                      | Silber                                  | Bronze                            | Bronze                             |
| ------------ | ----------------------------------------- | --------------------------------------- | --------------------------------- | ---------------------------------- |
| 14/1 endlos  | Janine Drescher (PBC Rot-Gelb Stolberg)   | Franziska Stark (PBV Schwetzingen)      | Daniela Benz (BVS Heddesheim)     | Daniela Husseneder (1. PBC Fulda)  |
| 8-Ball       | Diana Stateczny (SG Herne-Stamm/Sodingen) | Sandra Ortner (PBC Böblingen)           | Natascha Niermann (BC Eversburg)  | Franziska Stark (PBV Schwetzingen) |
| 9-Ball       | Franziska Stark (PBV Schwetzingen)        | Sylvia Buschhüter (PBC Olimpia München) | Birgit Reimann (Bremen)           | Katja Culbertson (1. PBC Gera)     |
| 8-Ball-Pokal | Diana Stateczny (SG Herne-Stamm/Sodingen) | Janine Drescher (PBC Rot-Gelb Stolberg) | Daniela Husseneder (1. PBC Fulda) | Daniela Benz (BVS Heddesheim)      |

## Modus
Die 32 Spielerinnen, die sich über die Landesmeisterschaften der Billard-Landesverbände qualifiziert haben, spielten zunächst im Doppel-KO-System. Ab dem Viertelfinale wurde im KO-System gespielt.

## Wettbewerbe
Aus Gründen der Übersichtlichkeit werden im Folgenden jeweils nur die 16 bestplatzierten Spielerinnen notiert.

### 14/1 endlos
| Platz | Spieler              | Verein                  |
| ----- | -------------------- | ----------------------- |
| 1     | Janine Drescher      | PBC Rot-Gelb Stolberg   |
| 2     | Franziska Stark      | PBV Schwetzingen        |
| 3     | Daniela Benz         | PVS Heddesheim          |
| 3     | Daniela Husseneder   | 1. PBC Fulda            |
| 5     | Karin Bogs           | BSG Duisburg            |
| 5     | Anke Liepelt         | PBV Vienenburg          |
| 5     | Diana Stateczny      | SG Herne-Stamm/Sodingen |
| 5     | Silke Falkus         | SG Herne-Stamm/Sodingen |
| 9     | Lydia Lederic        | PBC Böblingen           |
| 9     | Nicole Kaldeway      | BPG Linde Mariendorf    |
| 9     | Martina Bund         | 1. PBC St. Augustin     |
| 9     | Jennifer Vietz       | PBC Joker Kamp-Lintfort |
| 13    | Christine Lachenmann | PBF Feuerbach           |
| 13    | Sandra Ortner        | PBC Böblingen           |
| 13    | Alexandra Schwerin   | BSV Weiden              |
| 13    | Katja Böhl           | BC Palma Dormagen       |

### 8-Ball
| Platz | Spieler            | Verein                  |
| ----- | ------------------ | ----------------------- |
| 1     | Diana Stateczny    | SG Herne-Stamm/Sodingen |
| 2     | Sandra Ortner      | PBC Böblingen           |
| 3     | Franziska Stark    | PBV Schwetzingen        |
| 3     | Natascha Niermann  | BC Eversburg            |
| 5     | Daniela Benz       | BVS Heddesheim          |
| 5     | Birgit Reimann     | Bremen                  |
| 5     | Michaela Mus       | PBC Obersteiger-Höntrop |
| 5     | Silke Falkus       | SG Herne-Stamm/Sodingen |
| 9     | Wienke Thamsen     | 1. BU Flensburg         |
| 9     | Susanne Wolf       | PBC Dillingen           |
| 9     | Diana Schuler      | PBC Joker Altstadt      |
| 9     | Susanne Wessel     | PBC Castrop             |
| 13    | Daniela Husseneder | 1. PBC Fulda            |
| 13    | Andrea Klingmann   | PBV Pinneberg           |
| 13    | Christina Pfistner | Saalfeld                |
| 13    | Sabrina Fritz      | PBC Lindenhorst         |

### 9-Ball
| Platz | Spieler              | Verein                  |
| ----- | -------------------- | ----------------------- |
| 1     | Franziska Stark      | PBV Schwetzingen        |
| 2     | Sylvia Buschhüter    | PBC Olimpia München     |
| 3     | Katja Culbertson     | 1. PBC Gera             |
| 3     | Birgit Reimann       | Bremen                  |
| 5     | Sandra Ortner        | BC Böblingen            |
| 5     | Karin Mayet          | Pool Wizard Holzkirchen |
| 5     | Sabrina Fritz        | PBC Lindenhorst         |
| 5     | Susanne Wessel       | PBC Castrop             |
| 9     | Christine Lachenmann | PBF Feuerbach           |
| 9     | Daniela Benz         | BVS Heddesheim          |
| 9     | Michaela Mus         | PBC Obersteiger-Höntrop |
| 9     | Christine Wiechert   | BV Grafschafter Moers   |
| 13    | Wienke Thamsen       | 1. BU Flensburg         |
| 13    | Claudia Costa        | PBC Nonnweiler          |
| 13    | Diana Schuler        | PBC Joker Altstadt      |
| 13    | Silke Falkus         | SG Herne-Stamm/Sodingen |